# 정관초등학교
정관초등학교는 대한민국 부산광역시 기장군 정관읍 용수리에 있는 공립 초등학교이다.

## 학교 연혁
- 1928년 4월 15일 정관공립보통학교(4년제) 개교(설립인가 3월 31일)
- 1938년 4월 1일 정관공립심상소학교로 개칭
- 1940년 3월 10일 6년제 인가
- 1941년 4월 1일 정관공립국민학교로 개칭
- 1957년 3월 19일 산막에서 덕산(현.방곡초등학교)으로 이전
- 1958년 3월 19일 병산분교장 개교
- 1981년 3월 6일 병설유치원 개원
- 1989년 3월 1일 병산분교장 폐교
- 1995년 2월 23일 급식조리실 신축
- 1996년 3월 1일 정관초등학교로 개칭
- 2001년 9월 1일 어학실 신설
- 2002년 10월 21일 도서실 개관
- 2003년 9월 1일 급식실 개관
- 2005년 3월 1일 자료실 개관
- 2006년 8월 30일 급식실 신축
- 2010년 3월 1일 현 위치로 이전, 정관유치원 단설 분리
- 2010년 5월 10일 모둠학습실 설치
- 2010년 9월 10일 영어체험실 현대화 사업
- 2011년 3월 1일 제34대 송기찬 교장 부임
- 2013년 9월 1일 제35대 송인숙 교장 부임
- 2015년 3월 1일 제36대 최성계 교장 부임
- 2017년 3월 1일 제37대 염기수 교장 부임

## 참고 자료
- 정관초등학교 - 한국교육학술정보원 학교알리미